# Gaz de France
Gaz de France (GDF) — ранее существовавшая французская газовая компания, вторая по величине в Европе. Прекратила свою деятельность 22 июля 2008 года в результате слияния с компанией SUEZ, образовав компанию GDF Suez. Штаб-квартира находилась в Париже.

## История
Основана в 1946 году. 3 сентября 2007 года компании Gaz de France и Suez объявили о своём объединении в компанию под названием GDF Suez.

## Собственники и руководство
80,2 % акций компании принадлежало государству. Рыночная капитализация Gaz de France на 20 декабря 2007 года составляла $55,1 млрд.

## Деятельность
Gaz de France ежегодно добывала около 5,2 млрд м³ природного газа. Обслуживала 12,3 млн клиентов, из них 10,9 млн — во Франции. В общей сложности компания управляла сетью из 30 тыс. км магистральных газопроводов и 175 тыс. км сетей газораспределения во Франции, обеспечивая газом 76 % населения страны. Также GDF имела ряд клиентов в Великобритании, где являлась пятым по объёму поставщиком газа.
Помимо этого, GDF являлась крупным игроком на рынке сжиженного природного газа, управляя терминалами по регазификации природного газа общей мощностью около 17 млрд кубометров.
За первое полугодие 2005 выручка составила 11,08 млрд евро, чистая прибыль — 1,2 млрд евро.